# Дорошкевич Борис Костянтинович
Бори́с Костянтинович Дорошке́вич (27 вересня 1881, Шаповалівка, Борзнянський повіт, Чернігівська губернія — 19 вересня 1918, Київ) — український журналіст, редактор, педагог.
Редактор «Народної Справи», автор підручника з хімії і статей у «Вільній українській школі» у 1917—1918 роках. Член Центрального бюро Всеукраїнської учительської спілки
Брат літературознавця Олександра Дорошкевича.

## Твори
- Дорошкевич Б. К. Естествознание в школьной практике. Практическое руководство к постановке элементарного курса естествознания. Неживая природа (воздух, вода и земля). — Петербург, 1916. — 172 с.